# Guarani (planeta)
Guarani, anteriormente chamado de HD 23079 b, é um planeta extrassolar que orbita a estrela Tupi, situada a aproximadamente 111 anos-luz (33,9 parsecs) da Terra na constelação de Reticulum. Possui uma massa mínima de 2,45 vezes a massa de Júpiter. Não há dados sobre a massa real, uma vez que sua inclinação permanece desconhecida. Leva quase exatamente dois anos para orbitar sua estrela, em uma órbita pouco excêntrica a uma distância média de 1,6 UA.
Este planeta foi descoberto em 2001 pela equipe de Tinney, que utilizou espectroscopia Doppler para medir as mudanças no espectro de sua estrela causadas pela gravidade do planeta.
Guarani está na zona habitável da sua estrela. Simulações indicam que um planeta troiano hipotético de baixa massa em ressonância 1:1 com HD 23079 b seria estável a longo prazo. Alternativamente, um corpo como esse pode ter sido capturado por HD 23079 b, tornando-se uma lua habitável.

## Renomeamento
Em comemoração dos 100 anos da fundação da União Astronômica Internacional (IAU) em 2019, a organização abriu uma campanha chamada "IAU100 NameExoWorlds" a qual possuía o objetivo de renomear sistemas de exoplanetas que não tinham, além de seus nomes científicos, outra forma de serem chamados. Tal campanha foi realizada em diversos países, os quais os comitês nacionais destes mandariam as propostas de nomes mais aceitas nessas nações. O anúncio do renomeamento destes planetas e sistemas solares foi realizado em Paris em 17 de dezembro de 2019. No Brasil, os nomes mais votados, em votações realizadas via internet, foram Tupi e Guarani, respectivamente, para serem os novos nomes da estrela HD 23079 e do planeta gasoso desta mesma estrela chamado HD 23079 b.
| Planeta | Massa           | Semieixo maior (UA) | Período orbital (dias) | Excentricidade |
| ------- | --------------- | ------------------- | ---------------------- | -------------- |
| b       | >2,45 ± 0,21 MJ | 1,596 ± 0,093       | 730,6 ± 5,7            | 0,102 ± 0,031  |

Pessoas/ Instituições que propuseram o nome aprovado: Affonso José Santos, Aída Maria da Costa Sousa, Felipe Oliveira Neves, Francisco Rudi Filho, Mário Andrade, Mario Pocidônio dos Santos Junior, Mayara Elisabeth Ferreira da Rocha, Ricardo de Oliveira Silva, Clodoaldo Alves Penha and Luís Sérgio Ferreira, Rodrigo José da Silva, João César de Castro, Giovana Moura, Mayara Carolina, Milena Sottili, Sabrina Gomes, Marcio Antonio Alves Ferreira, Angelita Maria Pereira de Sousa, Marcel Medeiros Guimarães, Cainã Schuffer Gabriel, Carlos Roberto di Ciommo, Fernanda Roque M. do Amaral Prado, CEU EMEF Prof. Paulo Gonçalo dos Santos, Alcione Zanca, Ângela Mendes, Acsa Soares Santos, Leonel Valentim Hégues Nava, Ana Laura Lopes de Matos, Adélia Soares Ribas, Lorenzo, Yuri Fernandes Pereira de Souza, Riquelme Augusto de Oliveira, Rodrigo Vieira Ribeiro (Cruz Alta-RS), Avani Carvalho da Costa, Bruno Moreira de Oliveira, Edna Fonseca Ribeiro, Escola Estadual Pereira Barreto, Marcos Dionizio Moreira, Escola Estadual Dr. João Firmino Correia de Araújo, Andrea Santana, Roberta Cavalcante Silva, Cláudio de Castro Silva, Thiago Borges Konzen, Júlio César Fornaciari, Pedro Martiniano de Souza Neves, Marcelo Faria de Araujo e Pedro Dambiski de Vargas.